# 1987 في المكسيك
فيما يلي قوائم الأحداث التي وقعت خلال عام 1987 في المكسيك.

## رياضة
- 18 أكتوبر – جائزة المكسيك الكبرى 1987 الفائز نايجل مانسيل.

## مواليد

### يناير
- 1 يناير – كلوديا أوتشوا فيليكس مهربة مخدرات مكسيكية.
- 3 يناير – فلافيو سانتوس لاعب كرة قدم مكسيكي.
- 6 يناير – ميغيل فاسكيز ملاكم مكسيكي.
- 7 يناير – ستيفاني سيجمان ممثلة مكسيكية.
- 17 يناير – فرانسيسكو بيزانو لاعب كرة قدم مكسيكي.
- 18 يناير – دانيال ماركيز لاعب كرة قدم مكسيكي.

### مارس
- 19 مارس – خوسيه كابريرا ملاكم مكسيكي.
- 21 مارس – دييغو غارسيا لاعب كرة قدم مكسيكي.
- 23 مارس – ألفريدو سانشيز لاعب كرة قدم مكسيكي.
- 24 مارس – خوان دييغو كوفاروباياس
- 27 مارس – أليخاندرو كاسترو لاعب كرة قدم مكسيكي.
- 31 مارس – هوغو أيالا لاعب كرة قدم مكسيكي.

### أبريل
- 1 أبريل – راؤول مارتينيز لاعب كرة قدم مكسيكي.
- 21 أبريل – خوليو سيزار غارسيا ملاكم مكسيكي.
- 23 أبريل – غابرييل مارتينيز ملاكم مكسيكي.
- 26 أبريل – كريستيان برموديز لاعب كرة قدم مكسيكي.
- 29 أبريل – لويس أنطونيو مارتينيز لاعب كرة قدم مكسيكي.

### مايو
- 4 مايو – خوسيه فرنسيسكو كاناليس لاعب كرة قدم مكسيكي.
- 6 مايو – ماركو أنطونيو لوبيز ملاكم مكسيكي.

### يونيو
- 17 يونيو – اوسمار ماريس لاعب كرة قدم مكسيكي.
- 18 يونيو – عمر أريلانو لاعب كرة قدم مكسيكي.
- 21 يونيو – بابلو باريرا لاعب كرة قدم مكسيكي.
- 21 يونيو – لويس فرنسيسكو غارسيا لاعب كرة قدم مكسيكي.
- 21 يونيو – ميغيل أنخيل رييس فاريلا لاعب كرة مضرب مكسيكي.
- 30 يونيو – خوسيه راموس لاعب كرة قدم مكسيكي.

### يوليو
- 15 يوليو – أليخاندرو كاستيلو لاعب كرة قدم مكسيكي.
- 21 يوليو – جيسوس زافالا لاعب كرة قدم مكسيكي.
- 28 يوليو – ياسر كورونا لاعب كرة قدم مكسيكي.
- 30 يوليو – آرون فرنانديز غارسيا لاعب كرة قدم مكسيكي.

### أغسطس
- 5 أغسطس – كارلا هرنانديز
- 25 أغسطس – فرنسيسكو فيدال فرانكو لاعب كرة قدم مكسيكي.
- 29 أغسطس – رودولفو ساليناس لاعب كرة قدم مكسيكي.

### سبتمبر
- 19 سبتمبر – ألونسو خيمينيز لاعب كرة قدم مكسيكي.
- 25 سبتمبر – خوسيه مانويل أوسوريو ملاكم مكسيكي.
- 25 سبتمبر – خيسوس سيلفستر ملاكم مكسيكي.

### أكتوبر
- 4 أكتوبر – ألان فان رانكين لاعب كرة قدم مكسيكي.
- 30 أكتوبر – أنطونيو أوروزكو ملاكم مكسيكي.

### نوفمبر
- 16 نوفمبر – خافيير اوازكو لاعب كرة قدم مكسيكي.
- 18 نوفمبر – جيمس دي لا روزا ملاكم مكسيكي.
- 18 نوفمبر – خوسيه دانيال غيريرو لاعب كرة قدم مكسيكي.
- 24 نوفمبر – ماركوس رييس ملاكم مكسيكي.
- 27 نوفمبر – ماريا إسبينوزا لاعبة تايكوندو مكسيكية.
- 30 نوفمبر – خورخي بايز جونيور ملاكم مكسيكي.

### ديسمبر
- 6 ديسمبر – إيرما سانشيز ملاكمة مكسيكية.
- 9 ديسمبر – ماركو إيفان بيريز لاعب كرة قدم مكسيكي.
- 23 ديسمبر – أوسكار فرنانديز لاعب كرة قدم مكسيكي.
- 23 ديسمبر – ميسايل كاستيلو ملاكم مكسيكي.
- 26 ديسمبر – خوان كارلوس بورغوس ملاكم مكسيكي.
- 28 ديسمبر – فرانسيسكو سييرا ملاكم مكسيكي.

## وفيات

### يناير
- 13 يناير – إلفيرا ريوس (مواليد 1913)
- 14 يناير – أوسكار بونفيليو (مواليد 1905) لاعب كرة قدم مكسيكي.